# Мюр'єль Ермін
Мюр'єль Ермін (фр. Muriel Hermine, 3 вересня 1963) — французька синхронна плавчиня.
Учасниця Олімпійських Ігор 1984, 1988 років.
Призерка Чемпіонату світу з водних видів спорту 1986 року.
Чемпіонка Європи з водних видів спорту 1985, 1987 років, призерка 1983 року.